# 毛里裘斯雁
毛里裘斯雁（Alopochen mauritiana）是毛里裘斯的一種已滅絕的雁。牠們是埃及雁的近親。根據一或兩件腕掌骨的亞化石及一些描述，得知毛里裘斯雁約有黑雁的大小。牠們的外表不明，但其雙翼有麻鴨屬一貫的顏色斑紋。牠們有時被認為與馬達加斯加雁是同一物種。
有些文獻曾將毛里裘斯雁命名為天鵝或鵝，這是因最初的發現將牠們的骨頭誤認為是瘤鴨的。但最後於1897年確認了牠們的獨特性。
毛里裘斯雁像留尼汪雁般，因過度獵殺而滅絕。於1681年，牠們的數量仍很豐富，但卻在很短時間內嚴重下降。於1698年，牠們正式宣佈已滅絕。